# Volkswagen Taigun
Volkswagen Taigun — кроссовер немецкого автоконцерна Volkswagen, находящийся в производстве с 31 марта 2021 года.

## Описание
Впервые автомобиль volkswagen Taigun был представлен в 2021 году. Представляет собой вариант Volkswagen T-Cross, выпускаемый в Китае. На его платформе также производится автомобиль Škoda Kushaq. В Индии автомобиль производится с 23 сентября 2021 года.
Кроме Индии, с 23 февраля 2022 года автомобиль производится в Индонезии.

## Технические характеристики
| Бензиновые двигатели внутреннего сгорания | Бензиновые двигатели внутреннего сгорания | Бензиновые двигатели внутреннего сгорания | Бензиновые двигатели внутреннего сгорания | Бензиновые двигатели внутреннего сгорания |
| Модель                                    | Объём                                     | Мощность                                  | Крутящий момент                           | Трансмиссия                               |
| ----------------------------------------- | ----------------------------------------- | ----------------------------------------- | ----------------------------------------- | ----------------------------------------- |
| 1.0 TSI                                   | 999 см3 (I3)                              | 115 л. с.                                 | 175 Н*м                                   | 6-скор. МКПП 6-скор. АКПП                 |
| 1.5 TSI                                   | 1498 см3 (I4)                             | 150 л. с.                                 | 250 Н*м                                   | 6-скор. МКПП 7-скор. DSG                  |

## Галерея

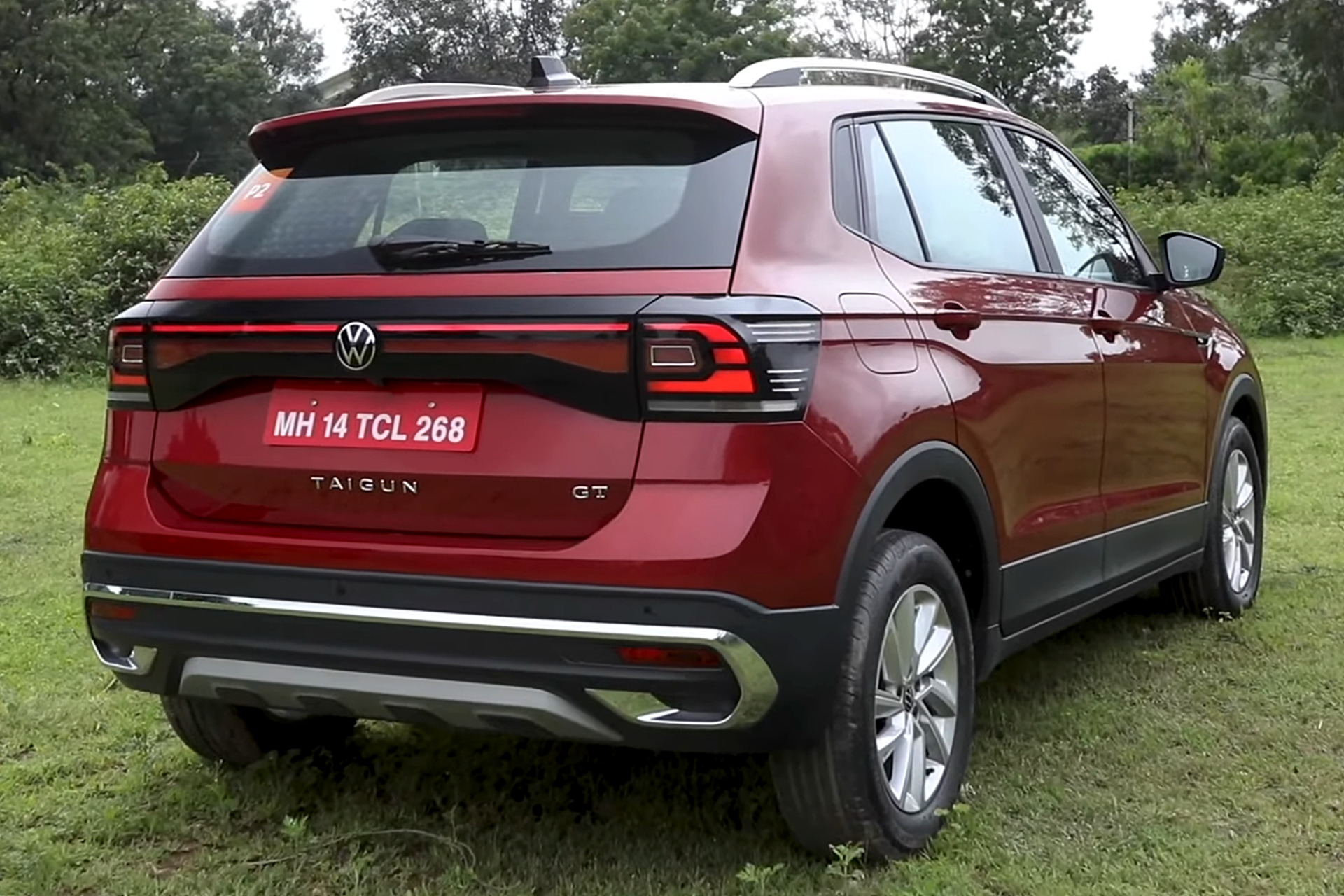
Taigun 1.5 GT
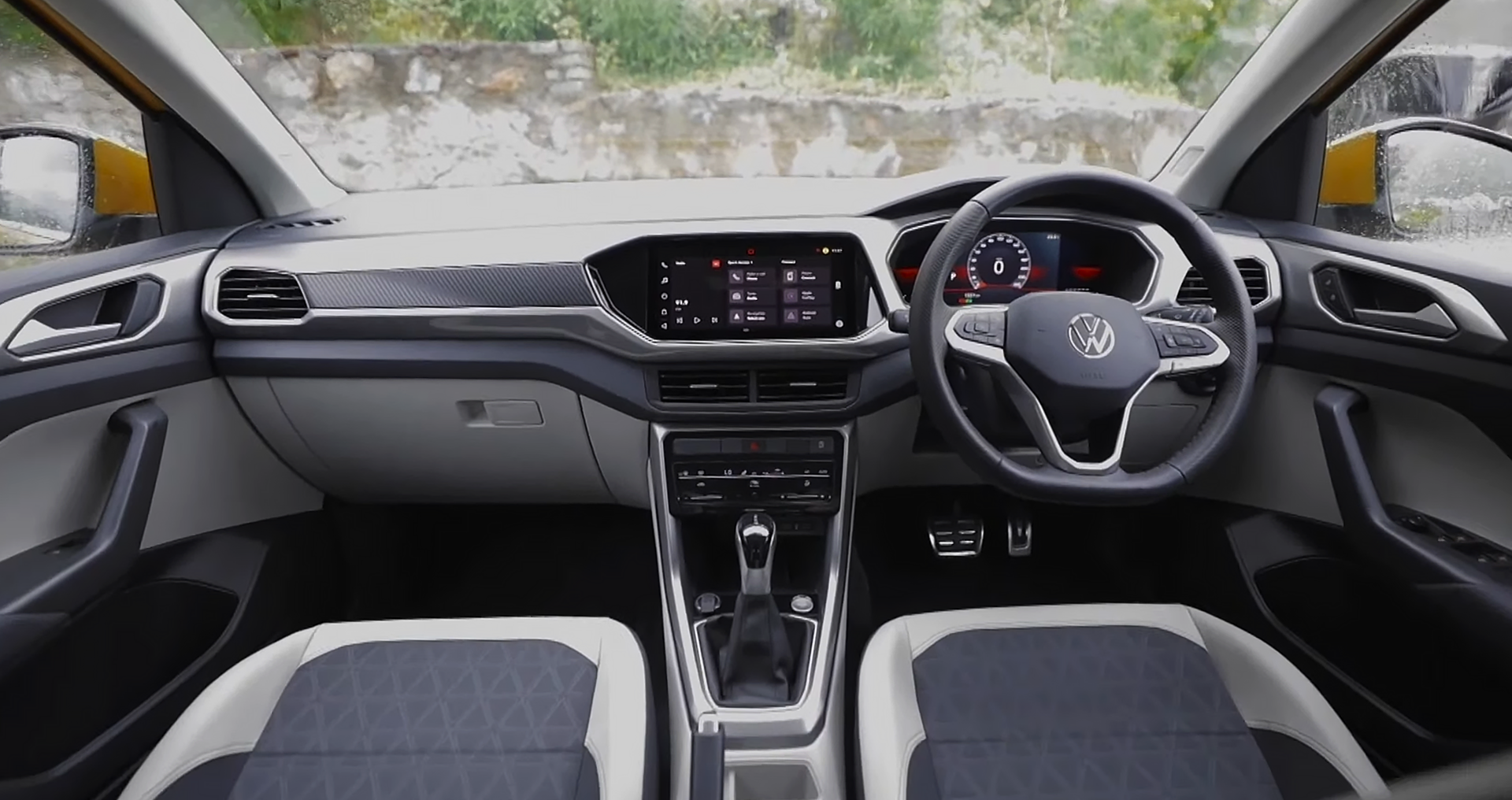
Место водителя
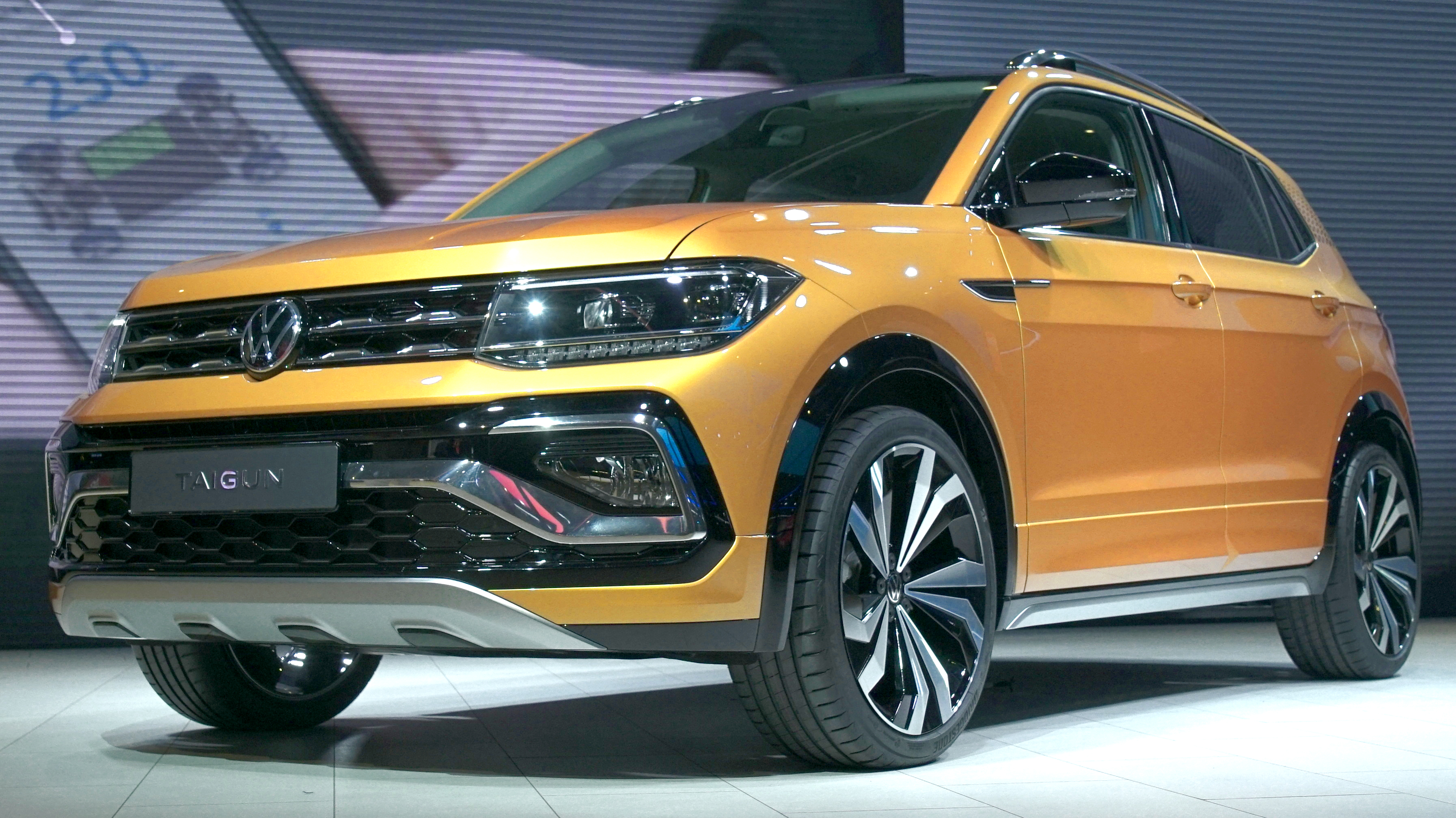
Концепт-кар 2020 года